# تیم ملی فوتبال زنان افغانستان
تیم ملی فوتبال زنان افغانستان تیم ملی فوتبال زنانی است که به نمایندگی از کشور افغانستان در بازی‌های بین‌المللی شرکت می‌کند. این تیم زیر نظر فدراسیون فوتبال افغانستان فعالیت می‌کند.

## تاریخچه
تلاش برای تشکیل تیم ملی فوتبال زنان افغانستان در سال ۲۰۱۰ آغاز شد و پس از سه سال در سال ۲۰۱۱ تیم ملی فوتبال زنان افغانستان با ترکیبی از بازیکنان داخلی و خارجی و با هدایت صبور ولی‌زاده تشکیل شد. تیم ملی فوتبال زنان افغانستان با برگزاری مسابقات انتخابی تیم ملی کابل  توانست چهره‌های برتر فوتبال زنان افغانستان را جلب و تیم جدید را تشکیل دهد. در همین سال تیم ملی فوتبال زنان افغانستان در یک تورنمنت که در کشور پاکستان برگزار شده بود حضور یافت و توانست در نخستین حضورش موفق به کسب مقام نائب قهرمانی شود. سپس تیم ملی در اردوهای مختلفی در کشورهای مختلف اروپایی مانند آلمان و نروژ حضور پیدا کند و اردوهای تمرینی دیگری نیز در کشورهای آسیایی مانند  عمان، اردن و کویت برگزار کرد. در فوریه ۲۰۰۹ این تیم بار دیگر به اردن رفت، اما این بار برای آمادگی. تیم ملی فوتبال زنان هلند نیز در مورد کمک فنی به این تیم ابراز علاقه‌مندی آمادگی کرده از این تیم برای تشکیل کمپ آموزشی در هلند دعوت کرده‌است. فدراسیون فوتبال افغانستان در نظر دارد بزودی اولین تورنمنت ملی فوتبال زنان را تشکیل دهد.

### مسابقات جنوب آسیا
تیم ملی فوتبال زنان افغانستان در چهار دورهٔ این مسابقات حضور یافت و بهترین مقامی که در این مسابقات کسب کرده، مربوط به مسابقات سال ۲۰۱۲ است که توانست به نیمه نهایی این مسابقات برسد اما با شکست در مقابل تیم سریلانکا از رسیدن به فینال این مسابقات بازماند.

### جنجال لباس بازیکنان
در بازی‌های دوستانه سال ۱۳۹۶ که در اردن برگزار شده بود، بازیکنان تیم ملی فوتبال زنان افغانستان با پوشش آزادانه روانه میدان‌ها شدند، پس از انتشار تصاویر این مسابقات در فضای مجازی؛ پوشش بازیکنان تیم با واکنش تندی از سوی چهره‌های مذهبی و سنتی روبرو شد. یکی از جنجالی‌ترین واکنش‌ها از سوی تاج ملک اعلم، مربی پیشین تیم ملی کریکت و مشاور برحال کریکت بورد افغانستان بود که در پستی در صفحه فیسبوک خود به بازیکنان و حامیان تیم ملی فوتبال زنان افغانستان لعنت فرستاده بود و مخالفت خود را با حضور زنان در میدان فوتبال اعلام کرد. خالده پوپلزی یکی از مسئولین تیم ملی فوتبال زنان افغانستان در مصاحبه با رسانه‌های مختلف اعلام کرد که پوشش بازیکنان زن هیچ توهینی به عقاید اسلامی نکرده و کم‌کاری اسپانسر تیم ملی فوتبال زنان را مسبب مشکل به وجود آمده اعلام کرد. وی مدعی شد که پوشش زیر لباس‌های اصلی از سوی اسپانسر تیم ملی در اختیار بازیکنان قرار نگرفته‌است. افزایش اعتراض‌ها منجر به این شد که فدراسیون فوتبال افغانستان به خاطر پوشش زنان فوتبالیست عذرخواهی کند.

### سوء استفاده جنسی از بازیکنان
در سال ۱۳۹۷ خبر آزار جنسی بازیکنان زن تیم ملی در رسانه‌ها مطرح شد. ادعا شده‌است که بازیکنان تیم ملی فوتبال زنان افغانستان از سوی برخی از مردان فدراسیون فوتبال افغانستان مورد سوء استفاده و آزار جنسی قرار گرفته‌اند. یکی از افراد مطرح شده در این پرونده کرم‌الدین کریم رئیس فدراسیون فوتبال افغانستان است. این خبرها منجر به آن شد که فیفا و دادستانی کل افغانستان پیگیر این پرونده شوند. شرکت هومل، اسپانسر تیم ملی زنان افغانستان همکاری خود را با فدراسیون فوتبال افغانستان قطع کند. هرچند فدراسیون فوتبال این ادعاها را رد کرده و دلیل نشر چنین ادعایی را «نارضایتی برخی از بازیکنان دعوت نشده به تیم ملی» بیان کرده‌است. پس از انتشار این خبر فعالیت برخی از اشخاص در فدراسیون فوتبال افغانستان از جمله رئیس فدراسیون فوتبال تعلیق شد. دادستانی کل کشور نیز برخی از افراد متهم را ممنوع الخروج و مورد بازجویی قرار داد.

## سرمربی
از زمان تأسیس تیم ملی فوتبال زنان افغانستان به مدت ۹ سال مربیان مرد سرپرست هدایت تیم را بر عهده داشتند. فدراسیون فوتبال افغانستان در اواسط سال ۲۰۱۶ کیلی لیندسی، سرمربی آمریکایی را به عنوان سرمربی تیم ملی فوتبال زنان افغانستان تعیین کرد.

## نتایج بازی‌ها

### بازی‌های آسیای مرکزی (۲۰۱۸)
| بازی‌های آسیای مرکزی ۲۰۱۸                                   | بازی‌های آسیای مرکزی ۲۰۱۸ | بازی‌های آسیای مرکزی ۲۰۱۸          | بازی‌های آسیای مرکزی ۲۰۱۸          | بازی‌های آسیای مرکزی ۲۰۱۸          | بازی‌های آسیای مرکزی ۲۰۱۸          | بازی‌های آسیای مرکزی ۲۰۱۸          | بازی‌های آسیای مرکزی ۲۰۱۸          | بازی‌های آسیای مرکزی ۲۰۱۸          |
| تاریخ                                                      | تاریخ                    | بازی                              | بازی                              | بازی                              | بازی                              | بازی                              | بازی                              | بازی                              |
| ---------------------------------------------------------- | ------------------------ | --------------------------------- | --------------------------------- | --------------------------------- | --------------------------------- | --------------------------------- | --------------------------------- | --------------------------------- |
| ۲۳ نوامبر ۲۰۱۸                                             | ۲۳ نوامبر ۲۰۱۸           | افغانستان ۰ - ۲۰ ازبکستان (برنده) | افغانستان ۰ - ۲۰ ازبکستان (برنده) | افغانستان ۰ - ۲۰ ازبکستان (برنده) | افغانستان ۰ - ۲۰ ازبکستان (برنده) | افغانستان ۰ - ۲۰ ازبکستان (برنده) | افغانستان ۰ - ۲۰ ازبکستان (برنده) | افغانستان ۰ - ۲۰ ازبکستان (برنده) |
| ۲۵ نوامبر ۲۰۱۸                                             | ۲۵ نوامبر ۲۰۱۸           | افغانستان ۰ - ۶ ایران (برنده)     | افغانستان ۰ - ۶ ایران (برنده)     | افغانستان ۰ - ۶ ایران (برنده)     | افغانستان ۰ - ۶ ایران (برنده)     | افغانستان ۰ - ۶ ایران (برنده)     | افغانستان ۰ - ۶ ایران (برنده)     | افغانستان ۰ - ۶ ایران (برنده)     |
| ۲۷ نوامبر ۲۰۱۸                                             | ۲۷ نوامبر ۲۰۱۸           | افغانستان ۰ - ۱ قرقیزستان (برنده) | افغانستان ۰ - ۱ قرقیزستان (برنده) | افغانستان ۰ - ۱ قرقیزستان (برنده) | افغانستان ۰ - ۱ قرقیزستان (برنده) | افغانستان ۰ - ۱ قرقیزستان (برنده) | افغانستان ۰ - ۱ قرقیزستان (برنده) | افغانستان ۰ - ۱ قرقیزستان (برنده) |
| ۱ دسامبر ۲۰۱۸                                              | ۱ دسامبر ۲۰۱۸            | افغانستان ۰ - ۵ تاجیکستان (برنده) | افغانستان ۰ - ۵ تاجیکستان (برنده) | افغانستان ۰ - ۵ تاجیکستان (برنده) | افغانستان ۰ - ۵ تاجیکستان (برنده) | افغانستان ۰ - ۵ تاجیکستان (برنده) | افغانستان ۰ - ۵ تاجیکستان (برنده) | افغانستان ۰ - ۵ تاجیکستان (برنده) |
| جدول امتیازات تیم ملی فوتبال زنان افغانستان در این مسابقات |                          |                                   |                                   |                                   |                                   |                                   |                                   |                                   |
| تیم                                                        | تعداد بازی               | امتیاز                            | برد                               | مساوی                             | باخت                              | گل زده                            | گل خورده                          | تفاضل                             |
| افغانستان                                                  | ۴                        | ۰                                 | ۰                                 | ۰                                 | ۴                                 | ۰                                 | ۳۲                                | ۳۲-                               |